# Stazione di Garlasco
La stazione di Garlasco è una stazione ferroviaria posta lungo la linea Vercelli–Pavia, a servizio dell'omonimo comune.

## Storia

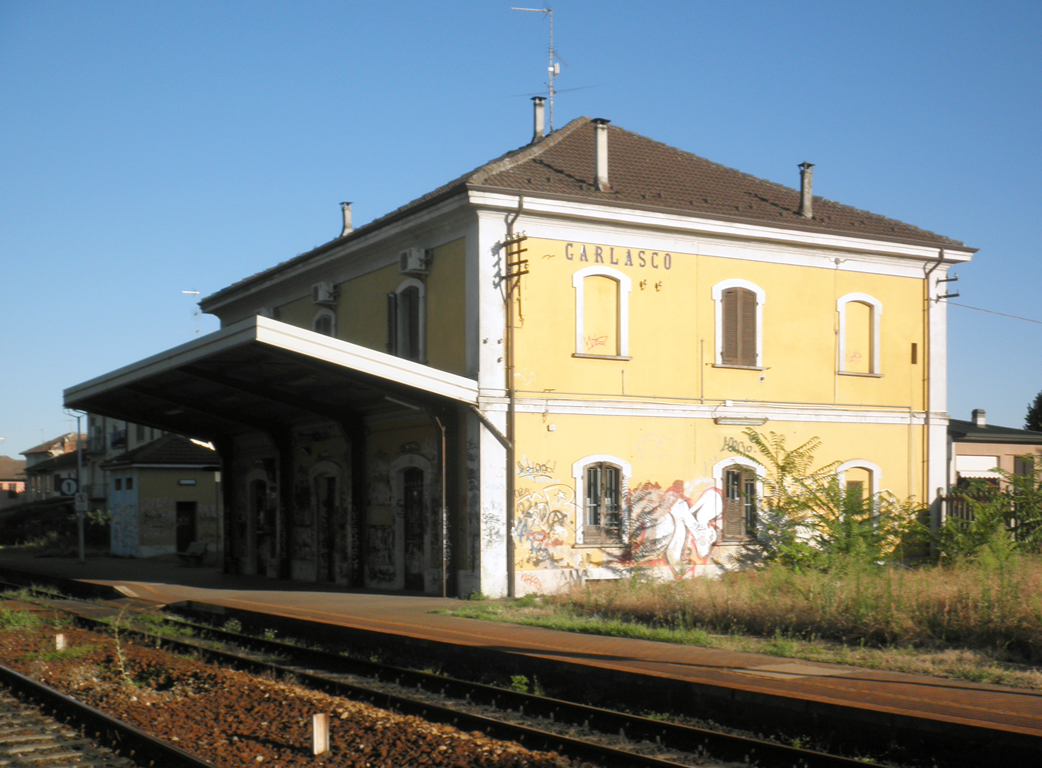
Il piazzale binari

La stazione fu attivata l'11 settembre 1882, all'apertura della tratta Garlasco–Cava della linea Vercelli–Pavia.
Attualmente è la sede della società ciclistica G.C. Garlaschese.

## Strutture e impianti
Il fabbricato viaggiatori è un edificio a due piani in classico stile ferroviario.

La stazione conta due binari per il servizio passeggeri; in virtù di ciò, essendo la linea Vercelli-Pavia a binario unico, Garlasco è località di incrocio per i treni che procedono in direzioni opposte. È presente un piccolo scalo merci con un magazzino merci.

## Movimento
La stazione è servita dai treni regionali Trenord in servizio sulla tratta Vercelli–Pavia a cadenza oraria, cons sospensione del servizio tra le 9.30 e le 12.30 circa.